# 서신터미널
서신터미널은 경기도 화성시 서신면 매화1길 21(매화리 357-1번지)에 있는 대한민국의 버스터미널이다.
현재 이 곳으로 운행하는 시외버스 노선은 하나도 없어 터미널의 기능을 상실하였으며, 남양여객의 차고지로 사용되고 있다.

## 운행 노선
● 경기도 도시형버스
- 400번 (궁평항 ~ 광교휴먼시아)
- 990번 (서신 ~ 동원고등학교 입구)
- 1000번 (제부도 입구 ~ 동탄신도시)

● 경기도 일반좌석버스
- 330번 (제부도 입구 ~ 금정역)
- 1004번 (제부도 입구 ~ 수원역)